# Real Jaén
Real Jaén Club de Fútbol, S.A.D. – hiszpański klub piłkarski grający obecnie w Tercera División, mający siedzibę w mieście Jaén, leżącym w Andaluzji.

## Historia
Klub powstał 13 sierpnia 1922 jako Jaén FC. W 1929 został przemianowany na Sociedad Olímpica Jiennense. W 1942 po raz pierwszy awansował do Tercera División, a we wrześniu 1947 zmienił nazwę na obecną, czyli Real Jaén Club de Fútbol. W latach 1953–1954 i 1956-1958 Real Jaén zaliczył trzy sezony w rozgrywkach Primera División. Następnie do 1979 naprzemiennie występował w Segunda División i Tercera División. Do Segunda División powrócił na sezon 1997/1998, a potem grał w niej w latach 2000-2002. Do drugiej ligi udało się ponownie awansować w 2013.

### Sezony
- 3 sezony w Primera División
- 16 sezonów w Segunda División
- 31  sezonów w Segunda División B
- 27  sezonów w Tercera División

## Reprezentanci kraju grający w klubie
- Manolo Jiménez
- José Basualdo
- Ernesto Cucchiaroni (1958-59)
- Claudio García
- Carlos Luis Torres
- Adel Sellimi